# Alyson Avenue
 «Alyson Avenue»  — це музичний рок-гурт, який був створений у Швеції в 1989 році. Музичний стиль групи було описано як  «Альбом — орієнтованої Rock, як жанр, музики»  або  «мелодійним роком» . Гурт випустив три альбоми : «Presence of Mind» (2000 / перевиданий у 2009), «Omega» (2003 / перевиданий у 2009, під назвою «Omega II») і «Changes» (2011).

## Історія
Alyson Avenue була утворена у 1989 році декількома друзями, котрі мали намір грати мелодійний рок у стилі Treat і Europe, як це робили й інші.
Анетт Ользон було прийнято в групу як бек-вокалістку, але згодом вона стала постійним учасником гурту. Музика перейшла у бік більш «попсового» звучання на деякий час, але на репетиціях ви могли почути все: від хард-року до соул.
У 1995 році основна дискусія полягала в тому, у якому напрямку група повинна йти. Деякі демки з мелодійним роком було зареєстровано протягом багатьох років. Згодом, вони вирішили й надалі грати в цьому стилі.
У 1999 році група надіслала демо-записи до преси. За невеликої допомоги з боку бельгійського журналу «Rock Report», орієнтованого на мелодійний рок, Alyson Avenue знайшла потрібні контакти. Гурт зібрався разом, щоб записати ще 4 нові демо-доріжки, які, нарешті, призвели до угоди з AOR Heaven.
Дебютний альбом «Presence of Mind» був виданий у листопаді 2000 року, відгуки перевершили очікування, у тому числі 93/100 рейтинг в японському журналі Burrn, за яким послідували масові продажі.
У 2003 році, трохи більше ніж 3 роки по тому, гурт Alyson Avenue випустив новий альбом під назвою «Omega».
У 2007 році рух Alyson Avenue сповільнився, тому, коли Nightwish повідомила про пошук нової вокалісти, Анетт вирішила піти. Після того, як Анетт пішла до Nightwish, інші учасники грали з ідеєю почати новий чоловічий гурт, але в кінцевому підсумку все звелося до пошуку нової вокалістки.
У 2009 році Арабелла Вітанк приєдналась до гурту, надаючи поштовх до роботи над третім альбомом Alyson Avenue. 10 червня 2011 року гурт Alyson Avenue видав свій третій альбом «Changes».
4 червня 2012 року, Alyson Avenue повідомив, що вони повернулись у студію для запису пісень на 4-й альбом. 
27 жовтня 2013 року, гурт повідомив на своєму сайті Facebook «[…], що не буде більше альбомів виданих Alyson Avenue. Іскра погасла.» Учасники гурту переходять до своїх нових проектів.

## Учасники

### Поточний склад
- Арабелла Вікант — вокалістка
- Ніклас Олссон — піаніст
- Горан Форссен — Бас-гітарист
- Фредрік Ерікссон — Барабанщик
- Майки К. Нільссон — гітарист

### Колишні учасники
- Анетт Ользон (колишня співачка Nightwish) — вокалістка
- Крістофер Дальман — гітарист
- Патрік Свярд — гітарист
- Ярмо Піронен — гітарист
- Раймо Гедда — гітарист
- Тоні Ротла — гітарист
- Томас Льойзка — Бас-гітарист
- Роджер Ландін — Барабанщик